# Stictonetta naevosa
Stictonetta naevosa là một loài chim trong họ Vịt.